# Јозеф Крипс
Јозеф Алојз Крипс (8. април 1902 — 13. октобар 1974) био је аустријски диригент и виолиниста.

## Живот и каријера
Крипс је рођен у Бечу. Отац му је био Јозеф Јакоб Крипс, лекар и певач аматер, а мајка Алојзија, рођена Зајц. Јозеф је био један од петорице синова. Крипс је постао ученик Феликса Вајнгартнера и Еузебија Мандичевског. Од 1921. до 1924. служио је као Вајнгартнеров асистент у Бечкој народној опери, и још као репетитор и хор мајстор. Затим је дириговао неколико оркестара, укључујући у Оркестар у Карлсруеу од 1926. до 1933. године. Године 1933. вратио се у Беч као повремени диригент Бечке народне опере и редовни диригент Бечке Државне опере. Постављен је за професора на Музичкој академији у Бечу 1935. године. Редовно је дириговао на Салцбуршком фестивалу између 1935. и 1938. године.
Године 1938, нацистичка анексија Аустрије (или Аншлус) приморала је Крипса да напусти земљу. Одгајан је као римокатолик, али би био искључен из музичке активности јер му је отац рођен као Јевреј. Крипс се преселио у Београд где је радио годину дана у Београдској опери и Филхармонији, све док се и Југославија није укључила у Други светски рат. До краја рата радио је у  Бечу као „индустријски чиновник“ у фабрици хране.
На крају рата 1945. године, Крипс је био један од ретких диригента којима је дозвољено да наступа, пошто није радио под нацистичким режимом. Први је дириговао Бечком филхармонијом и Салцбуршким фестивалом у послератном периоду. Радећи са колегама диригентима Клеменсом Краусом и Карлом Бемом, Крипс је помогао да се Бечка државна опера и Бечка филхармонија врате на предратни ниво.
Од 1950. до 1954. Крипс је био главни диригент Лондонског симфонијског оркестра. Потом је водио Филхармонијски оркестар Бафала од 1954. до 1963. Под Крипсовим руководством овај оркестар је растао по дужини наступајуће сезоне и по броју музичара које је оркестар запошљавао. Крипс је водио оркестар на турнеје по источним Сједињеним Државама и Канади. Током свог времена са Филхармонијом Бафала, Крипс се „углавном концентрисао на европску класичну и романтичну књижевност“. Касније, током својих последњих сезона, Крипс је почео да оркестрира „неколико савремених дела“.
Током овог периода, Крипс је гостовао као диригент у другим оркестрима. На пример, у фебруару 1960. године Крипс је гостовао код Монтреалског симфонијског оркестра диригујући композиције Моцарта и Брамса. Крипс се појавио као гостујући диригент са Њујоршком филхармонијом у јесен 1964. године, а програм је укључивао дела Брамса, Копланда и Шумана.
Напуштајући Филхармонију Бафала 1963. Крипс је постао музички директор Симфоније из Сан Франциска од 1963. до 1970. Током свог мандата у Симфонији Сан Франциска, Крипс је дириговао са 210 композиција. Од ових дела, 91. композиција је било дело композитора из двадесетог века. У Сан Франциску Крипс је дириговао неколико светских премијера. Премијерно је извео Прву симфонију Киркеа Мехема 1965. године, а 1970. је дириговао Импровизацију Вилијама Волтона на Импровизацију Бенџамина Бритна.
Крипс је дебитовао у Ковент Гардену 1947. а у Метрополитен опери 1966. године. Крипс се први пут појавио са Бостонским симфонијским оркестром на Беркширском фестивалу 1968. године. Године 1970. постао је диригент Немачке опере у Берлину. Између 1970. и 1973. био је главни диригент Бечке симфоније.

### Лични живот
Крипс се женио три пута.
Његова прва жена била је Марија Хелер, жена која је као удовица  водила модни салон у Аусигу (малом граду, који се налази између Дрездена и Прага), где је Крипс имао свој први ангажман у иностранству. Венчање је обављено у Бечу 12. августа 1925. године. Марија је је погинула у саобраћајној несрећи јуна 1928.
Његова друга жена била је Марија „Мици“ Вилхајм, певачица коју је Крипс тренирао, да би потом и оженио 1947. Пар је остао заједно до њене смрти 8. априла 1969.
Крипс се оженио својом трећом женом 9. октобра 1969. Харијета Фројн фон Прохаска била је ћерка др Отокара Фрајхера фон Прохаске и Марије, рођене Дреслер. Крипсова трећа супруга умрла је 12. јануара 2015.
Крипсов брат Хенри Крипс емигрирао је у Аустралију и био је 23 године (1949-1972) главни диригент Симфонијског оркестра Јужне Аустралије (касније познатог као Симфонијски оркестар Аделаиде) . Оба брата су се заједно појавила као диригенти на концерту Квинслендског симфонијског оркестра 1963. године.

### Смрт
Крипс је умро у 72. години у Женеви, Швајцарска 1974. Узрок смрти био је рак плућа.